# Theophilea subcylindricollis
Theophilea subcylindricollis är en skalbaggsart som beskrevs av Hladil 1988. Theophilea subcylindricollis ingår i släktet Theophilea och familjen långhorningar.
Artens utbredningsområde är Ukraina. Inga underarter finns listade i Catalogue of Life.

## Bildgalleri

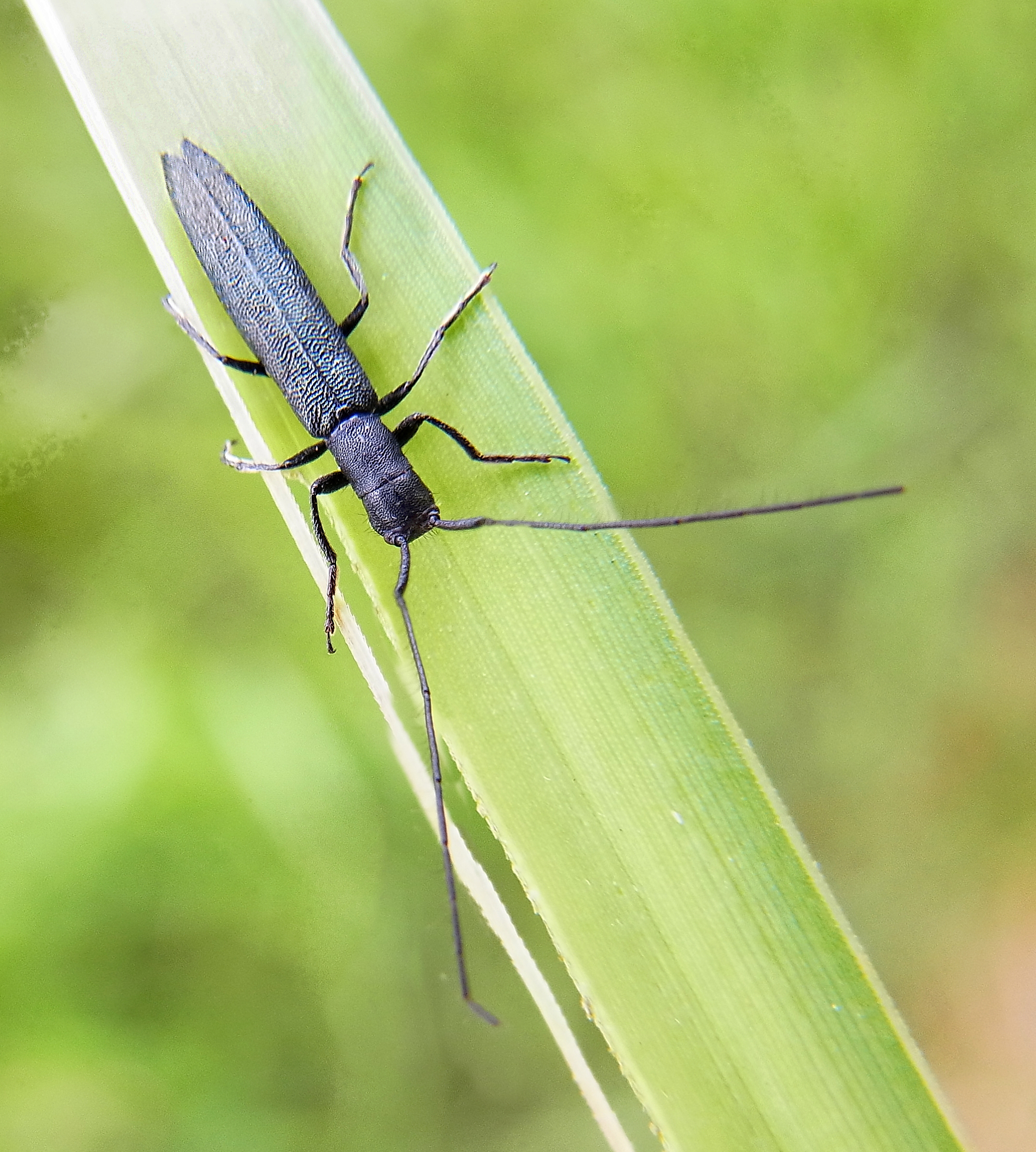
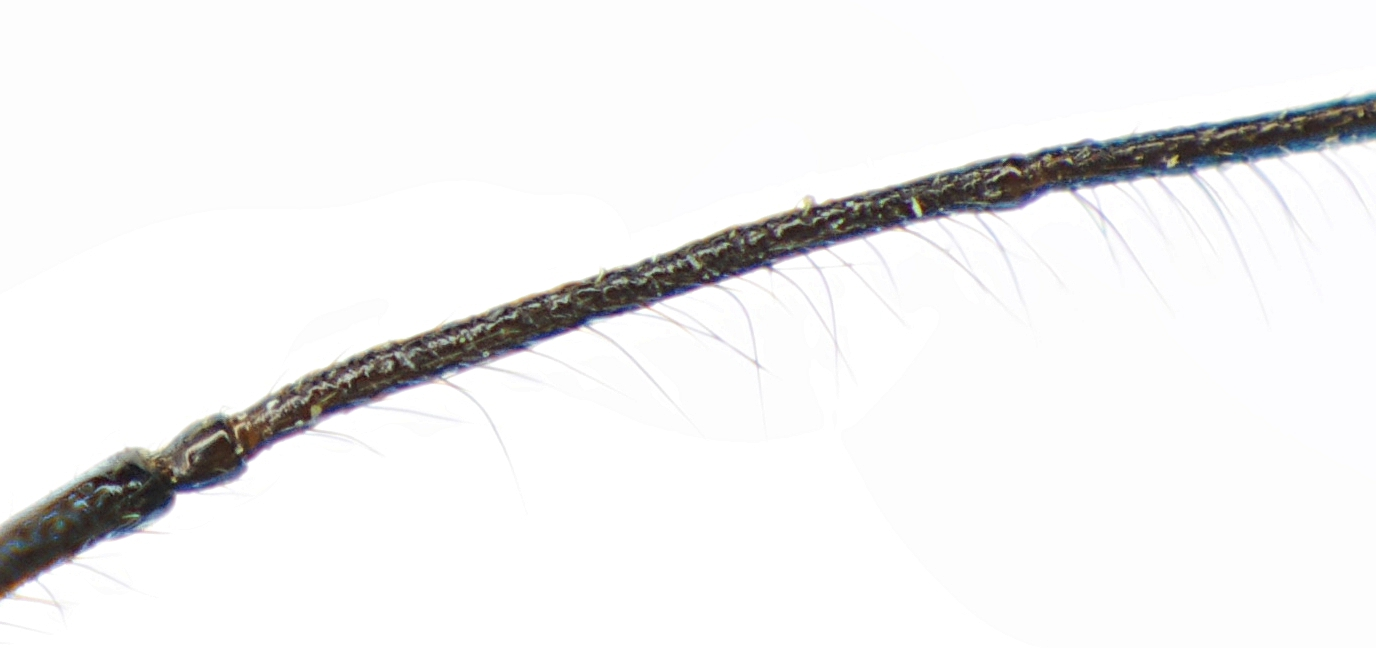
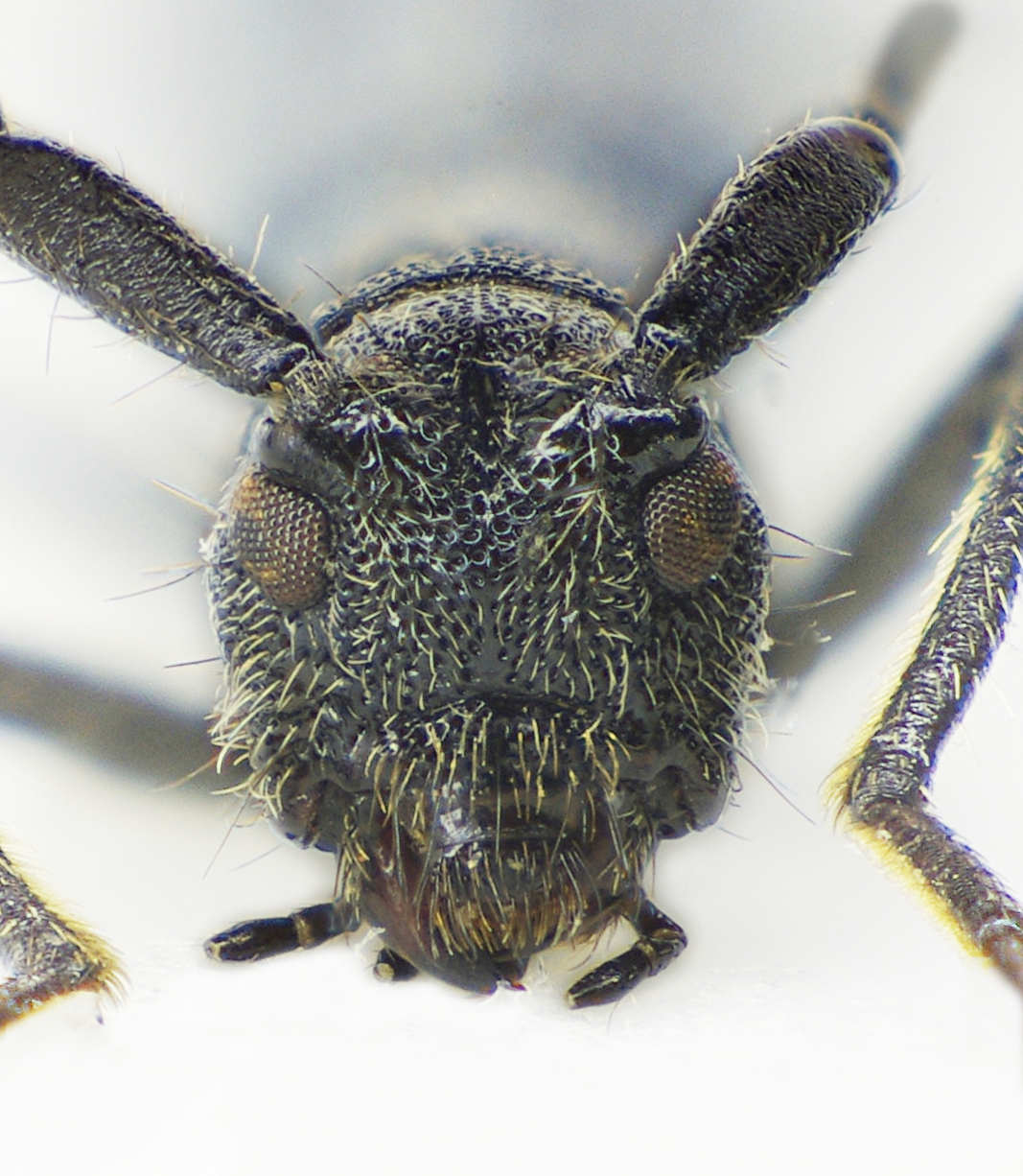
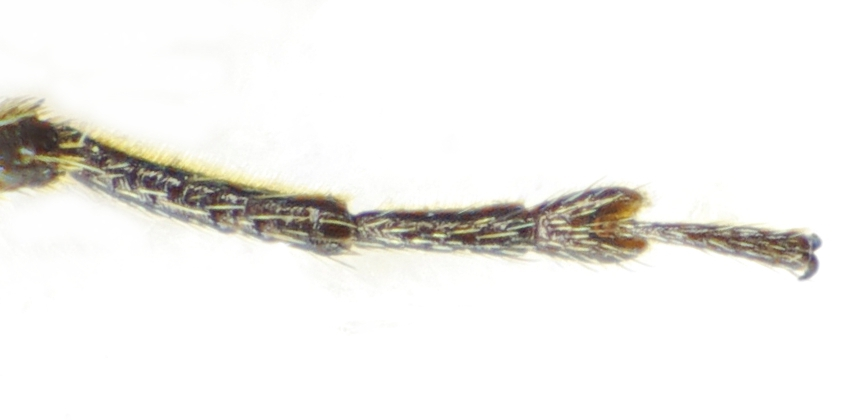
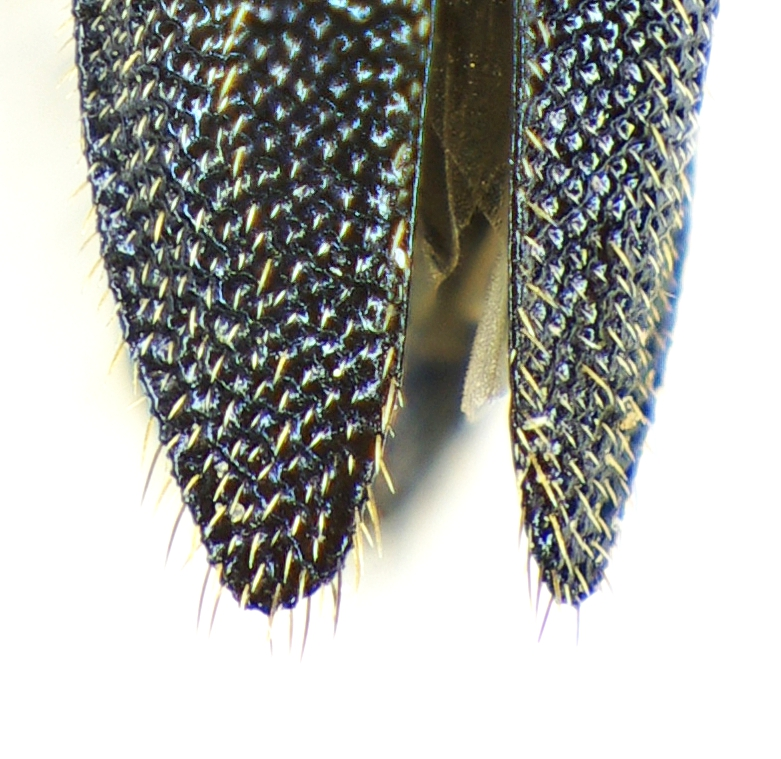
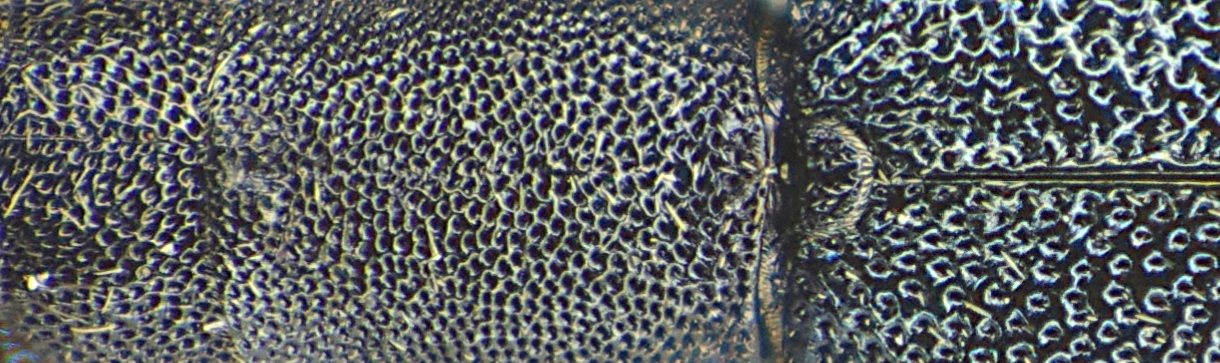